# Payin’ the Dues
Payin’ the Dues ist das zweite Studioalbum der schwedischen Sleaze-Rock-Band The Hellacopters aus dem Jahr 1997.

## Entstehung
Das Album wurde, wie auch das Debüt, in den Sunlight Studio in Stockholm aufgenommen. Die Aufnahmen fanden im Februar 1997 statt, veröffentlicht wurde das Album am 1. Oktober 1997.
Bei dem Album handelt es sich um das letzte Album mit dem Gitarristen Dregen, der zwar noch an der EP Disappointment Blues beteiligt war, sich aber von nun an seiner Band Backyard Babies zuwendete.

## Titelliste
1. You are nothin’ – 2.38 (Musik & Text: The Hellacopters)
2. Like no other man – 3.14 (Musik & Text: The Hellacopters)
3. Looking at me – 2.04 (Musik & Text: The Hellacopters)
4. Riot on the rocks – 1.23 (Musik & Text: The Hellacopters)
5. Hey! – 3.20 (Musik & Text: The Hellacopters)
6. Soulseller – 3.12 (Musik & Text: The Hellacopters)
7. Where the action is – 2.40 (Musik & Text: The Hellacopters)
8. Twist action – 2.03 (Musik & Text: The Hellacopters)
9. Colapso nervioso – 4.03 (Musik & Text: The Hellacopters)
10. Psyched out and furious – 4.14 (Musik & Text: The Hellacopters)

Die Veröffentlichung auf Schallplatte enthält mit City slang einen zusätzlichen Titel, der an sechster Stelle nach Hey! und vor Soulseller kommt. Der Titel ist eine Coverversion eines Songs der US-amerikanischen Rockband Sonic’s Rendezvous Band von deren Album City Slang.

## Singleauskopplungen
SoulsellerVeröffentlicht: Dezember 1997
City SlangVeröffentlicht: Januar 1998
Like No Other ManVeröffentlicht: 16. Januar 1998
Looking at MeVeröffentlicht: 1998
Hey!Veröffentlicht: 11. Juni 1998